# ファーバー＝カステル家

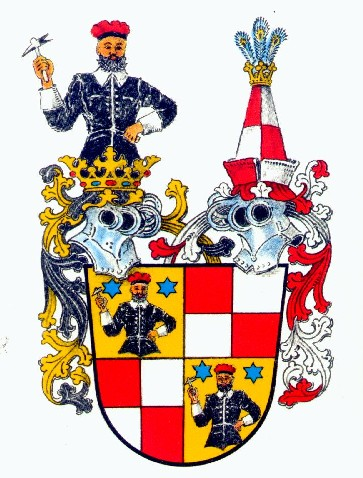
ファーバー＝カステル伯爵家の紋章

ファーバー＝カステル家（Faber-Castell）は、ドイツ・ニュルンベルク近郊シュタインに起源を持つ実業家、貴族の家系。先祖は16世紀よりミッテルフランケン地方で企業経営をしていたことが知られる。ドイツで最も重要かつ最も歴史の古い財閥家門の1つであり、9世代にわたりファーバーカステル社を運営している。

## 歴史
カスパー・ファーバー（1730年 - 1784年）が1761年に創設した鉛筆製造工場は、世界で最も早い時期に成立した近代的な企業体の1つであった。彼の曾孫ローター・フォン・ファーバー（1817年 - 1896年）は1851年に鉛筆の規格を考案し、この規格は現在も世界中の鉛筆製造業者の基準規格とされている。この功績から彼は1881年貴族に叙せられた。ローターは1874年ドイツ帝国議会に商標登録を申請し、ドイツにおける商標出願者の先駆けとなった。1875年5月に承認されたこの商標は、鉛筆について結ばれた世界初の商標であった。ローターは自社の企業ビルとしてファーバー城を建設した。
ローターの孫娘でファーバー家女子相続人のオッティーリー・フォン・ファーバー（1877年 - 1944年）は、1898年アレクサンダー・フォン・カステル＝リューデンハウゼン伯爵（1866年 - 1928年）と結婚した。彼はヴォルフガング・ツー・カステル＝リューデンハウゼン侯爵（1830年 - 1913年）の四男で、フランケンの非常に古い高級貴族カステル家に属していた。夫妻は会社の経営を引き継ぎ、社名を「ファーバー＝カステル」に改めた。伯爵は「アレクサンダー・フォン・ファーバー＝カステル」と名を変えた。
ファーバー＝カステル家はドイツの貴族家門としても名家に数えられ、ヘッセン家やオッペンハイム家とも縁戚関係にある。
現代においては、第8世代に属するアントン・ヴォルフガング・フォン・ファーバー＝カステル（1941年 - 2016年）が、文房具製造メーカーとしてのファーバーカステル社を40年以上のあいだ経営してきた。彼は弟アンドレアス・フォン・ファーバー＝カステル（1946年 - ）をパートナー経営者として長く重用したが、アンドレアスはオーストラリア支社を運営し、アジア市場の開拓も熱心に行った。兄弟の異母兄、フーベルトゥス・フォン・ファーバー＝カステル（1934年 - 2007年）は、中国向けのテレビ受信機の輸入を行い、中国政府から「中国人の偉大な友」と呼ばれた。その後、彼は欧州初の北京市名誉市民となった。フーベルトゥスの母親がサル・オッペンハイム銀行の女子相続人の1人だったために両社の提携関係が生まれ、おかげでファーバー＝カステル社はさらに巨万の富を得た。彼の息子、パトリック・フォン・ファーバー＝カステル（1965年 - ）は、2007年ファーバー城に大勢のメディアを招き、女優マリエラ・アーレンスと結婚式を挙げ、世間の注目を集めた。
パトリックの2人の姉妹、フローリア＝フランツィスカとカロリーネは、ドイツで最も価値の高い銀装飾品のコレクションの所有者として有名である。コレクションの大部分はドイツ各地の博物館に展示されている。姉妹のコレクションはケルン美術館に集められ、「ラインの銀の宝物　私的コレクションから選りすぐった装具・小物（Ein rheinischer Silberschatz – Schmuck und Gerät aus Privatbesitz）」というタイトルで公開展示されたことがある。

## 紋章
同家の紋章はオッティーリー・フォン・ファーバーとアレクサンダー・フォン・カステル＝リューデンハウゼン伯爵との結婚により成立した。赤白のスートの縁はカステル家及びカステル＝リューデンハウゼン家の、黄色の縁はフォン・ファーバー家のものである。

## 引用
1. ↑  Xaver Frühbeis (28 February 1989). "Ottilie von Faber heiratet Alexander zu Castell-Rüdenhausen". SWR. 2019年4月5日閲覧。
2. ↑  Henri Frebault. "Hubertus von Faber-Castell". Geneanet (ドイツ語). Geneanet. 2019年3月7日閲覧。
3. ↑  Der Stern (18 May 2003). "Hessen-Prinz heiratet Faber-Castell-Gräfin" (ドイツ語). Der Stern. 2019年3月8日閲覧。
4. ↑  Dana Heide (22 January 2016). "Abschied von einem großen Familienunternehmer". Handelsblatt (ドイツ語). Handelsblatt. 2019年3月9日閲覧。
5. ↑  "Count Andy steps down at Faber-Castell" (英語). Stationery News. 4 October 2017. 2019年3月6日閲覧。
6. ↑  Der Spiegel (23 March 1987). "Besondere Revolution". Der Spiegel. 2019年4月8日閲覧。
7. ↑  Johanna Säuberlich (9 July 2007). "Eine märchenhafte Hochzeit auf Schloss Stein". Nürnberger Nachrichten. 2019年3月8日閲覧。
8. ↑  Rüdiger Joppien (6 May 1980). "Ein rheinischer Silberschatz - Schmuck und Gerät aus Privatbesitz". Kunstmuseum Köln. 2019年4月2日閲覧。